# Hieracium escalantiae
Hieracium escalantiae es una especie de planta con flor del género Hieracium, de la familia Asteraceae, orden Asterales.

## Distribución
Hieracium escalantiae se distribuye por España.

## Taxonomía
Fue descrita científicamente por Mateo & Alejandre. Fue publicada en Fl. Montiber.